# Liste von deutschen Universitätsbibliotheken
Im Folgenden erfolgt eine unvollständige alphabetische Liste deutscher Universitätsbibliotheken.

## A–H
- Universitätsbibliothek der RWTH Aachen
- Universitätsbibliothek Augsburg
- Universitätsbibliothek Bamberg
- Universitätsbibliothek Bayreuth
- Universitätsbibliothek der Freien Universität Berlin
- Universitätsbibliothek der Humboldt-Universität zu Berlin
- Zentralbibliothek der TU und UdK Berlin
- Universitätsbibliothek Bielefeld
- Universitätsbibliothek Bochum
- Universitäts- und Landesbibliothek Bonn
- Universitätsbibliothek Braunschweig
- Universitätsbibliothek der Technischen Universität Chemnitz
- Universitätsbibliothek Dortmund
- Universitätsbibliothek Duisburg-Essen
- Universitätsbibliothek Eichstätt-Ingolstadt
- Universitätsbibliothek Erfurt
- Universitätsbibliothek Erlangen-Nürnberg
- Universitätsbibliothek Duisburg-Essen
- Universitätsbibliothek Johann Christian Senckenberg (Frankfurt am Main)
- Universitätsbibliothek Freiberg
- Universitätsbibliothek Freiburg
- Universitätsbibliothek Gießen
- Universitätsbibliothek Greifswald
- Universitätsbibliothek der Fernuniversität in Hagen[1]
- Universitätsbibliothek der Technischen Universität Hamburg
- Universitätsbibliothek Heidelberg
- Universitätsbibliothek Hohenheim

## I–N
- Universitätsbibliothek Ilmenau
- KIT-Bibliothek (Karlsruhe)
- Universitätsbibliothek Kiel
- Universitäts- und Stadtbibliothek Köln
- Universitätsbibliothek Leipzig
- Universitätsbibliothek Magdeburg
- Universitätsbibliothek Mannheim
- Universitätsbibliothek Marburg
- Universitätsbibliothek Mainz
- Universitätsbibliothek der LMU München
- Universitätsbibliothek der Technischen Universität München
- Universitätsbibliothek Erlangen-Nürnberg

## O–Z
- Universitätsbibliothek Oldenburg
- Universitätsbibliothek Osnabrück
- Universitätsbibliothek Paderborn
- Universitätsbibliothek Passau
- Universitätsbibliothek Potsdam
- Universitätsbibliothek Regensburg
- Universitätsbibliothek Rostock
- Universitätsbibliothek Siegen
- Universitätsbibliothek Stuttgart
- Universitätsbibliothek Tübingen
- Universitätsbibliothek Vechta
- Universitätsbibliothek Weimar
- Universitätsbibliothek Wuppertal
- Universitätsbibliothek Würzburg

## Universitäts- und Landesbibliotheken
- Universitäts- und Landesbibliothek Bonn
- Universitäts- und Landesbibliothek Darmstadt
- Universitäts- und Landesbibliothek Düsseldorf
- Universitäts- und Landesbibliothek Münster
- Niedersächsische Staats- und Universitätsbibliothek Göttingen
- Saarländische Universitäts- und Landesbibliothek
- Universitäts- und Landesbibliothek Sachsen-Anhalt
- Sächsische Landesbibliothek – Staats- und Universitätsbibliothek Dresden
- Staats- und Universitätsbibliothek Bremen
- Staats- und Universitätsbibliothek Hamburg
- Thüringer Universitäts- und Landesbibliothek

## Ehemalige Universitätsbibliotheken
- Universitätsbibliothek Dillingen

## Hochschulbibliotheken
- Siehe: Hochschulbibliothek
- Bibliothek der Hochschule Ansbach
- Hochschulbibliothek der Technischen Hochschule Brandenburg
- Fachhochschulbibliothek Dortmund
- Bibliothek der Hochschule für Verkehrswesen „Friedrich List“(Dresden)
- Hochschulbibliothek der Hochschule Düsseldorf
- Hochschulbibliothek der Hochschule Emden[2]
- Zentrale Hochschulbibliothek Flensburg
- Hochschul- und Landesbibliothek Fulda
- Bibliothek der Hochschule Hannover
- Hochschulbibliothek Kaiserslautern
- Hochschulbibliothek Ludwigshafen am Rhein
- Bibliothek der Hochschule München
- Bibliothek der Technischen Hochschule Nürnberg Georg Simon Ohm
- Hochschulbibliothek Neu-Ulm
- Bibliothek der Fachhochschule Potsdam
- Hochschul- und Landesbibliothek RheinMain
- Bibliothek der Hochschule der Medien Stuttgart
- Bibliothek der Hochschule Würzburg-Schweinfurt